# Viscount Blakenham

Wappen der Viscounts Blakenham

Viscount Blakenham, of Little Blakenham in the County of Suffolk, ist ein erblicher britischer Adelstitel in der Peerage of the United Kingdom.

## Verleihung
Der Titel wurde am 8. November 1963 für den konservativen Unterhausabgeordneten und ehemaligen Kriegsminister Hon. John Hare geschaffen. Er war der dritte Sohn des 4. Earl of Listowel.
Heutiger Titelinhaber ist sein Enkel Caspar Hare als 3. Viscount.

## Liste der Viscounts Blakenham (1963)
- John Hare, 1. Viscount Blakenham (1911–1982)
- Michael Hare, 2. Viscount Blakenham (1938–2018)
- Caspar Hare, 3. Viscount Blakenham (* 1972)

Titelerbe (Heir apparent) ist der Sohn des aktuellen Titelinhabers Hon. Inigo Hare.